# 瑪娜爾·賓特·穆罕默德·阿勒馬克圖姆
瑪娜爾·賓特·穆罕默德·本·拉希德·阿勒馬克圖姆（阿拉伯语：منال بنت محمد  بن راشد آل مكتوم，Manal bint Mohammed bin Rashid Al Maktoum，1977年11月12日—）是迪拜酋长和首相穆罕默德·本·拉希德·阿勒马克图姆和他黎巴嫩裔妻子的独生女儿。她也是穆罕默德的第一名孩子。
2005年，她和阿布扎比王室成员和商人曼蘇爾·本·扎耶德·阿勒納哈揚结婚，成为其二房。瑪娜爾活跃于阿联酋公益活动，是性别平等机构的主席。